# Oktaw Pietruski

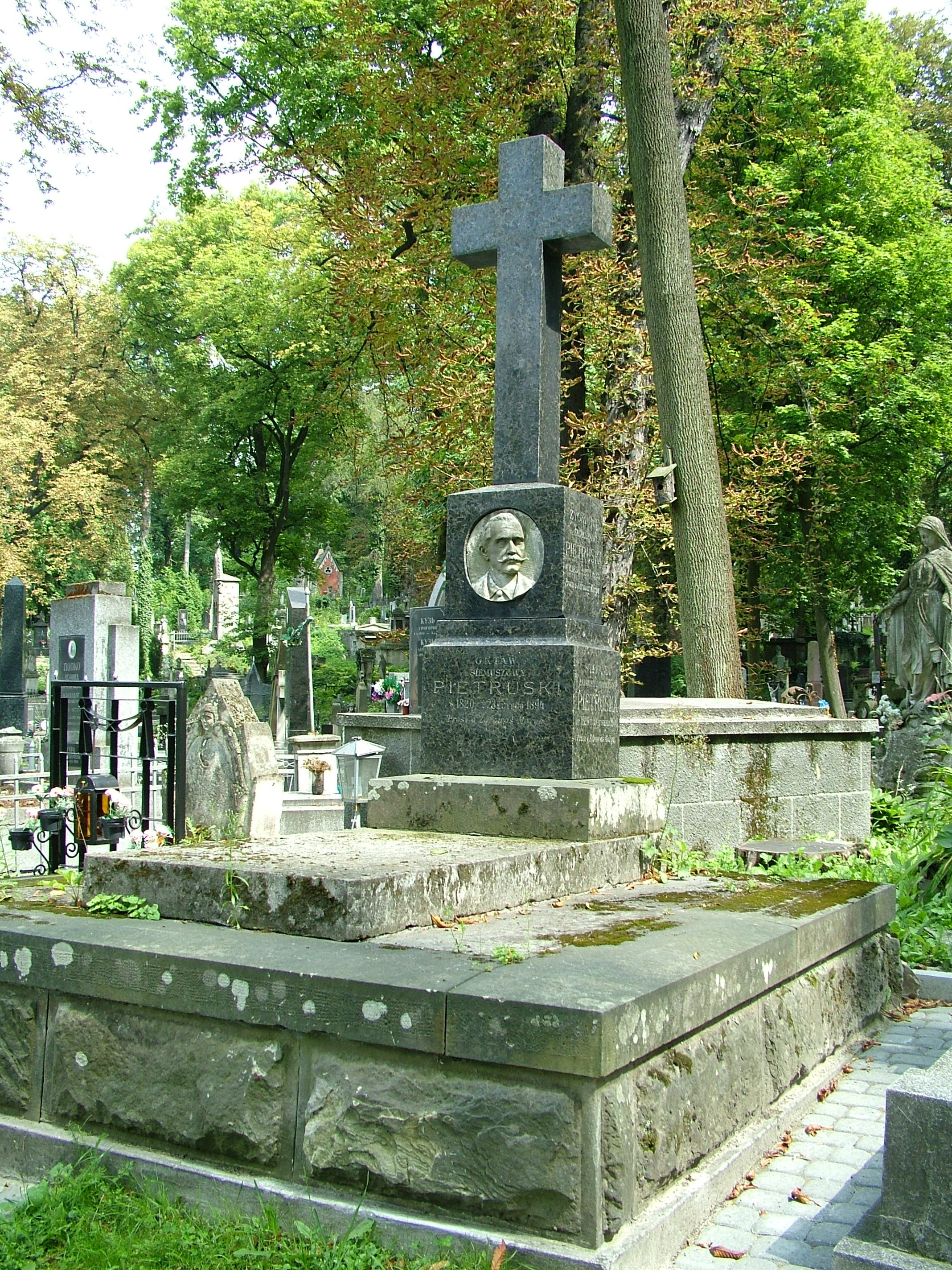
Grób Oktawa Pietruskiego na Cmentarzu Łyczakowskim we Lwowie

Oktaw Pietruski z Siemuszowy herbu Starykoń (ur. 5 lutego 1820 w Brukseli, zm. 23 lutego 1894 we Lwowie) – polski prawnik, działacz polityczny, parlamentarzysta, wicemarszałek Sejmu Krajowego Galicji, przewodniczący Wydziału Krajowego, c.k. radca wyższego sądu krajowego.

## Życiorys
Ojciec – Józef Tomasz Pietruski, matka – Janina Wedelsee-Wittus.
Ukończył cesarsko-królewskie gimnazjum w Stanisławowie i Theresianum w Wiedniu.
Przyczynił się do powstania Katedry Laryngologii Wydziału Lekarskiego Uniwersytetu Jagiellońskiego.
Był prezesem rady nadzorczej Galicyjskiego Towarzystwa Kredytowego Ziemskiego. Odznaczony Komandorią Krzyża Wielkiego Orderu Franciszka Józefa
Honorowy obywatel miast: Stanisławowa, Rzeszowa, Lwowa, Krakowa, Kołomyi, Buczacza, Husiatyna, Stryja, Brzeżan, Podgórza i Wadowic.
Pochowany na Cmentarzu Łyczakowskim we Lwowie. Pomnik na jego grobie został wykonany w pracowni rzeźbiarskiej Juliana Markowskiego, a medalion ofiarowały wdowy i sieroty po urzędnikach krajowych.